# Virginia McLaurin
Virginia McLaurin (Cheraw, Carolina del Sur; 12 de marzo de 1909-Olney, Maryland, 14 de noviembre de 2022) fue una supercentenaria y voluntaria de la comunidad estadounidense. Residente de Washington D. C., ganó atención nacional después de que un video de ella bailando con el presidente Barack Obama y la primera dama Michelle Obama se volviera viral, grabado durante una visita a la Casa Blanca para recibir una medalla de servicio el 18 de febrero de 2016 durante el Mes anual de la historia negra.

## Biografía
McLaurin nació en Cheraw, Carolina del Sur  el 12 de marzo de 1909. Según McLaurin, "fue parida por una partera y el cumpleaños se puso en una Biblia en alguna parte". En su infancia, trabajó en el campo con sus padres, pelando maíz y recogiendo algodón.
Creció durante la era de Jim Crow, cuando la segregación racial era rampante en todo el sur de los Estados Unidos.
McLaurin nunca recibió una educación más allá del tercer grado, se casó a los 13 años y luego se mudó a Nueva Jersey como parte de la Gran Migración. Viuda cuando su esposo murió en una pelea en un bar, se mudó a Washington para estar más cerca de su hermana en 1939. Alrededor de este tiempo, ella asumió la responsabilidad de un niño de tres años después de que su padre se había vuelto a casar y la nueva esposa no quería hacerse cargo del niño. McLaurin adoptó formalmente al niño cuando tenía 14 años.
Trabajó como costurera, como empleada doméstica para familias en Silver Spring, Maryland, y administraba una lavandería.
A través de AmeriCorps Seniors, McLaurin ha trabajado como voluntario cuarenta horas por semana en Roots Public Charter School desde principios de la década de 1980. Se unió al Programa de Abuelos Adoptivos de la Organización de Planificación Unida en octubre de 1994.
En 2013, recibió un premio de servicio comunitario voluntario del alcalde Vincent C. Gray. Después de que un equipo de televisión publicitó el hecho de que su apartamento estaba infestado de chinches en 2014, una empresa local de control de plagas se deshizo de la infestación y le dio una cama gratis.
Hacia el final de la administración de Obama, los amigos de McLaurin recomendaron a los miembros de la administración de Obama que se reunieran con el presidente debido a su extenso historial de voluntariado. En febrero de 2016, la Casa Blanca recibió a McLaurin en celebración del Mes de la Historia Negra. Al conocer al presidente y la primera dama Michelle Obama, McLaurin los abrazó a ambos y comenzó a bailar con ellos. Más tarde diría en entrevistas que nunca sintió que viviría para visitar la Casa Blanca, y nunca pensó que algún día conocería a un presidente negro con su esposa negra mientras celebraba la historia negra.
Poco después de su reunión con los Obama, el video de ella bailando con los dos se volvió viral en línea. Según la prensa local, desde entonces se la conoce como la centenaria favorita de D.C. y la Abuela Virginia.
El 11 de marzo de 2016, McLaurin recibió el Premio al Servicio Voluntario del Presidente por sus dos décadas de servicio a los escolares. El 27 de mayo de 2016, asistió a un partido de béisbol de los Nacionales de Washington y le entregaron una camiseta personalizada en el campo.

## Vida personal y longevidad
Según The Independent en 2016, tuvo dos hijos (varón y mujer) con su difunto esposo. Mientras la hija estaba viva a los 87 años, su hijo había muerto desde entonces. A pesar de esto, estimó que tenía alrededor de 50 descendientes vivos. Al menos uno de sus nietos tuvo un bisnieto, lo que la convirtió en una tatarabuela.
En 2016, The Washington Post informó que McLaurin estaba teniendo problemas para recibir una identificación con foto de reemplazo del Departamento de Vehículos Motorizados debido a su avanzada edad.
El 12 de marzo de 2019, McLaurin cumplió 110 años, convirtiéndose en supercentenaria. Celebró sus cumpleaños anteriores de los 106 a los 109 años con su equipo de baloncesto favorito, los Harlem Globetrotters.
McLaurin murió en su casa en Olney, Maryland, el 14 de noviembre de 2022, a la edad de 113 años.